# Ensemble urbain du XIXe siècle de La Chaux-de-Fonds

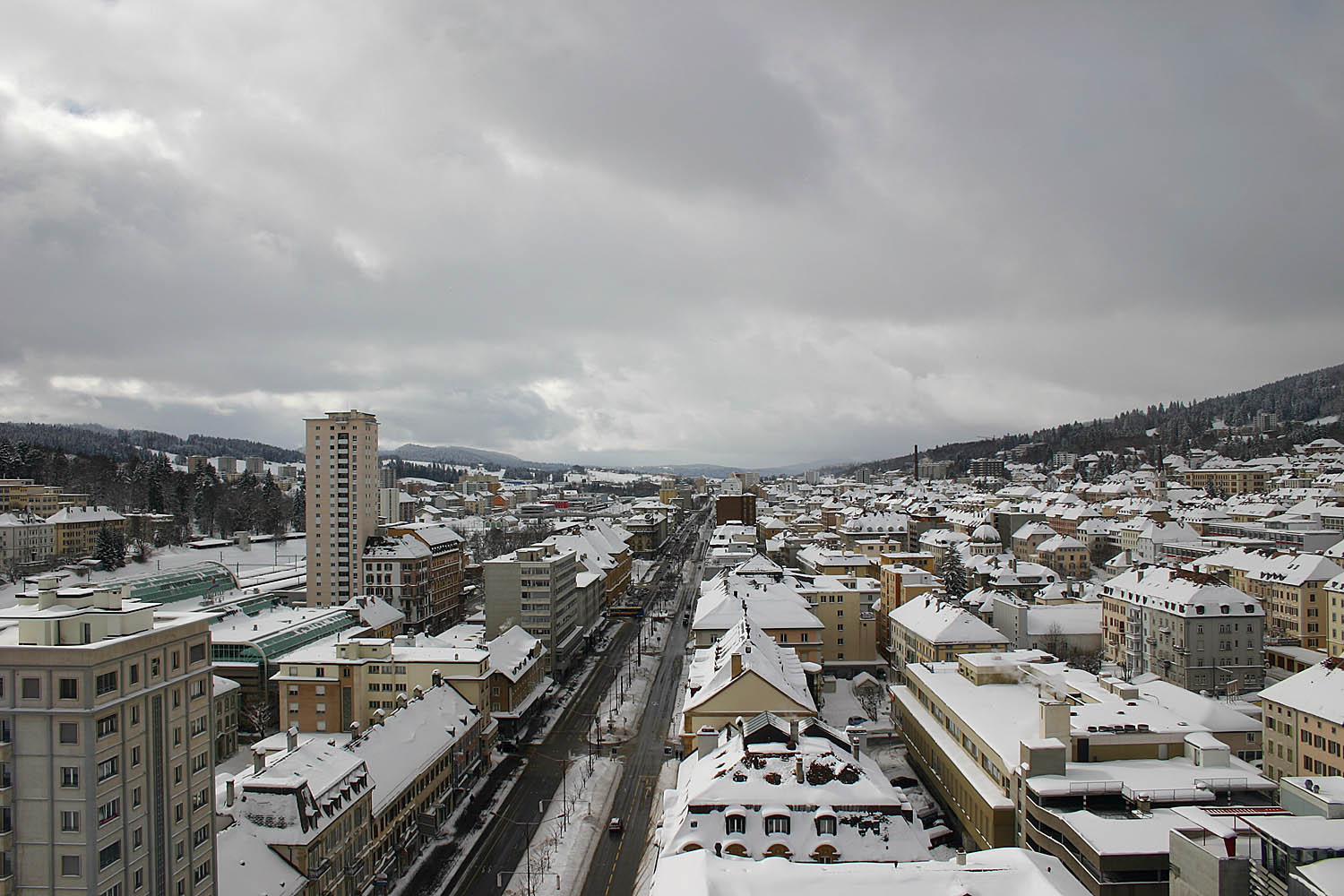
Vue générale de la ville.

L'Ensemble urbain du XIXe siècle de La Chaux-de-Fonds, canton de Neuchâtel en Suisse est un ensemble urbain cohérent du XIXe siècle complet et significatif  d'urbanisme lié à l'industrialisation. Il est reconnu comme bien culturel suisse d'importance nationale.
Avec la ville du Locle, La Chaux-de-Fonds est inscrite en 2009 au patrimoine mondial de l'UNESCO comme ensemble représentatif d'un développement urbain original du début du XIXe siècle, organisé totalement pour la production horlogère, mêlant habitats et ateliers.

## Contexte historique
La commune de La Chaux-de-Fonds a été fondée en 1656. À partir de 1780 l'économie se développe grâce à l'horlogerie (penduleries), la dentellerie et le travail des métaux. Un incendie en 1794 détruisit ce qui était alors un village. Héritier du siècle des lumières, un plan d’urbanisme raisonné est alors appliqué pour sa reconstruction.
À partir de 1848 La Chaux-de-Fonds est le pôle économique du canton de Neuchâtel. La vie sociale et culturelle s'intensifie et les infrastructures urbaines se développent avec les musées, le théâtre et la bibliothèque.
La deuxième moitié du XIXe siècle voit un fort flux d'immigration de Suisses alémaniques, de Français, d'Italiens et d'Allemands.

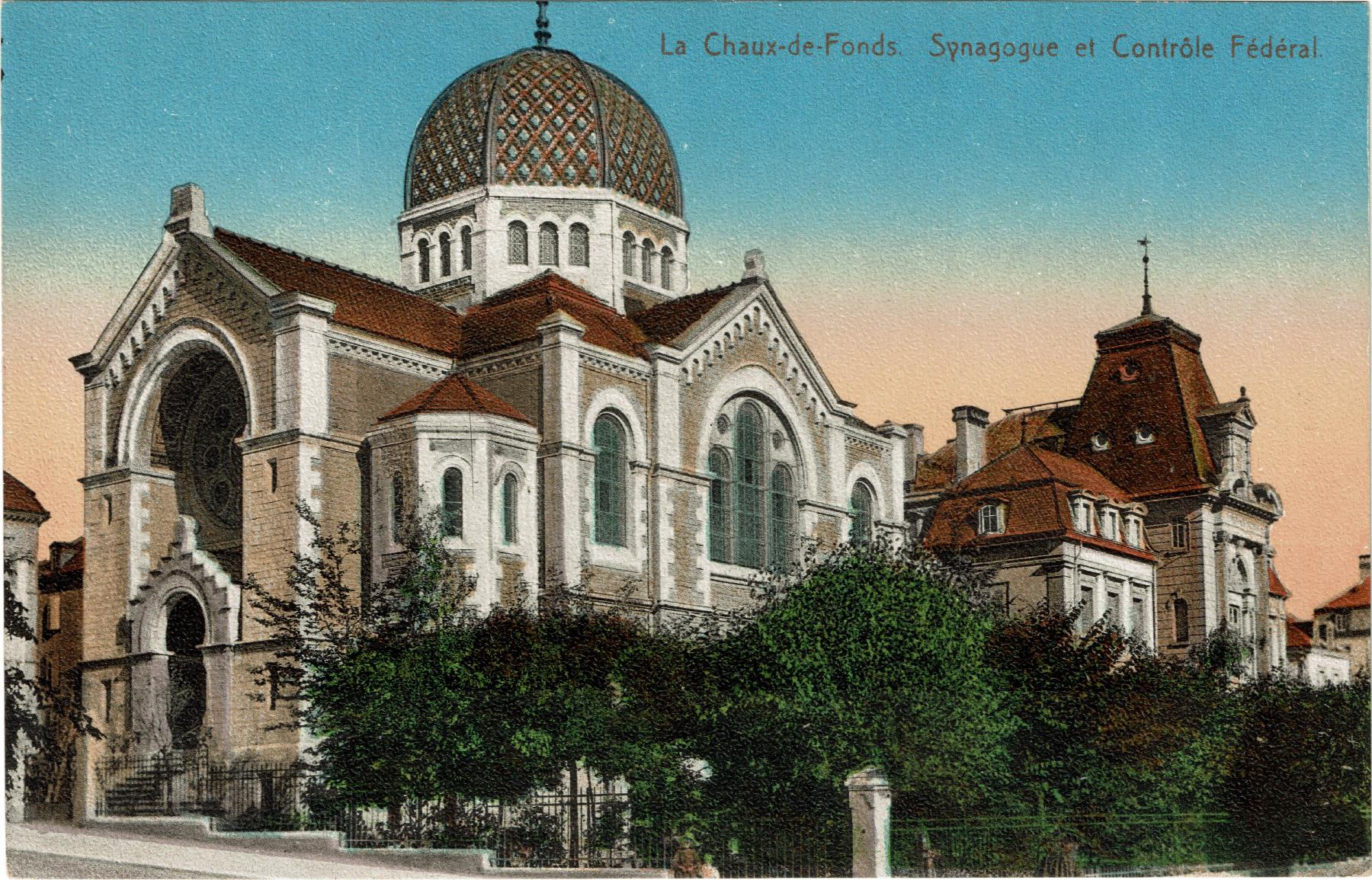
Synagogue de La Chaux-de-Fonds.

Les juifs venant d'Alsace jouèrent un rôle économique et culturel important, la communauté comptant à cette époque 850 israélites. La synagogue construite en 1896 est une des plus grandes de Suisse.
En 1900 La Chaux-de-Fonds est un centre important de production et du commerce de la montre. La production se mécanise dans les manufactures horlogères. À ce moment, le 55 % de la production mondiale de montres venait de La Chaux-de-Fonds.
C'est également un centre de l'Art nouveau et le lieu de naissance de Le Corbusier où l'on peut y voir ses premières œuvres. On y a développé, à partir de 1905, le style sapin, un style Art nouveau propre à la région qui prend naissance à l’École d’art de La Chaux-de-Fonds sous l’impulsion de Charles L'Eplattenier. Ce style ornemental est inspiré de la faune et de la flore jurassiennes, susceptible de s’adapter à l’industrie horlogère, à l’architecture et aux objets quotidiens.

## Urbanisme

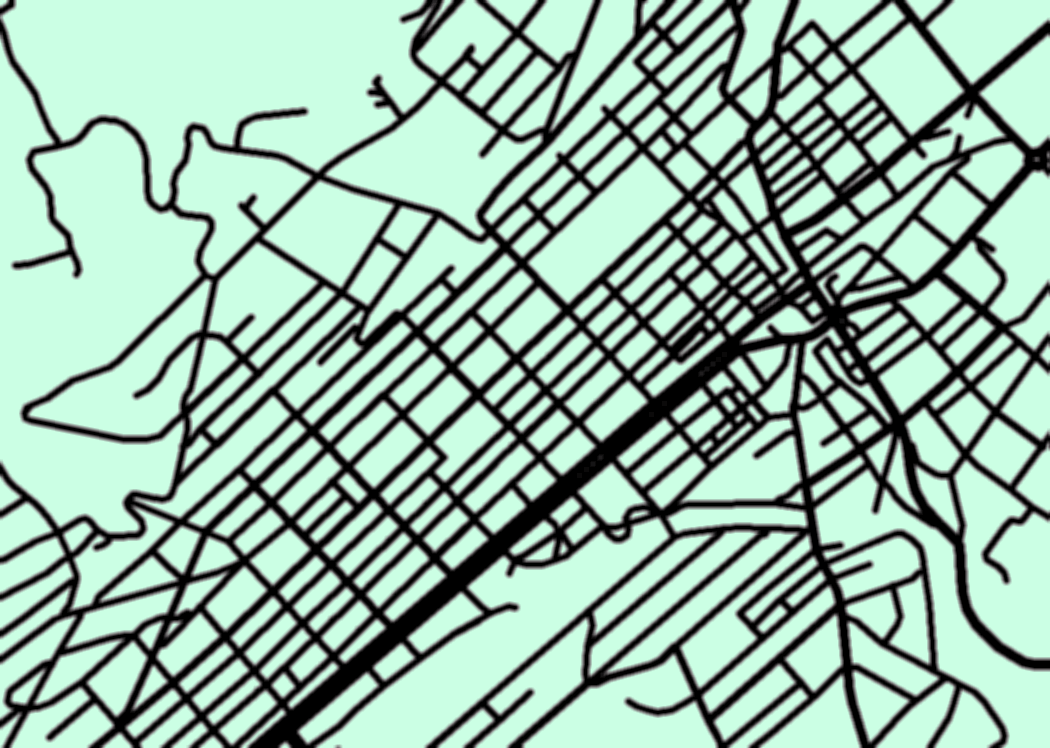
Plan en damier de la ville.

Après l'incendie de 1794 détruisit ce qui était alors un village. Héritier du siècle des lumières, le plan pour reconstruire ce qui sera le centre de la ville, initié par Moïse Perret-Gentil, est le fruit d'un consensus entre intérêts privés et publics. En 1834 est adopté un nouveau plan d’urbanisme dû à Charles-Henri Junod dont la mise en œuvre tient compte de la sécurité et de la salubrité afin d'éviter la propagation des incendies, mais aussi offre les espaces nécessaires pour le jardinage, le déneigement et assurer l'ensoleillement pour tous,, il poursuivit la reconstruction et la ville se développa sur le flanc nord de la vallée selon un plan en damier en 1835 et 1841.

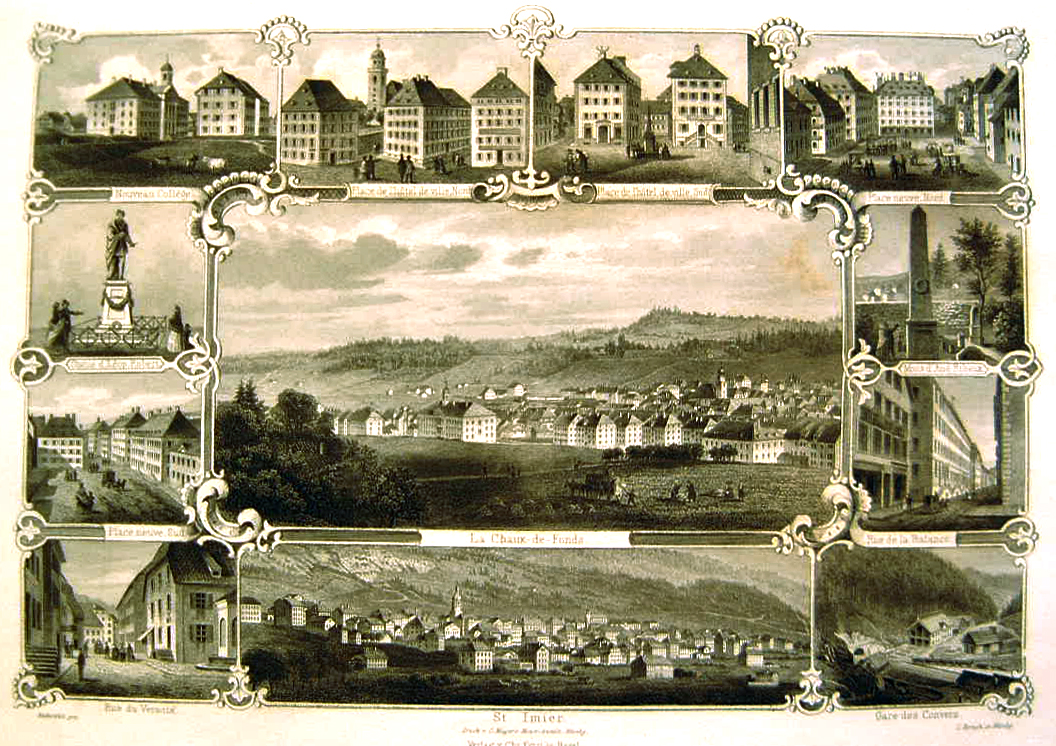
Bâtiments de La Chaux-de-Fonds en 1863 (souvenir du tir fédéral).

Au XIXe siècle les logements et ateliers d'horlogerie se côtoient dans les mêmes immeubles, les ateliers étant typiquement au dernier étage et bénéficiaient de la lumière par de larges baies vitrées. Puis au début du XXe siècle
apparaît la spécialisation des bâtiments avec les fabriques.
Au niveau de la population, la ville croit fortement : de 702 habitants en 1715 la ville passe à 4 927 habitants en 1800 puis 12 638 habitants en 1850 et 37 751 habitants en 1910.
La ville continue de s'accroitre jusque dans les années 1920 en se conformant à la topographie de la vallée. Au centre, l’architecture est surtout de dérivation néo-classique, la présence de l’Art nouveau étant limité aux éléments du décor intérieur et extérieur, comme le vitrail, le carrelage, le papier peint, le staff, l’huisserie et la ferronnerie. La plupart des immeubles et des villas Art nouveau ou de style régionaliste se trouvent dans les quartiers périphériques qui se développent à partir de 1900 en une sorte de couronne : quartier de Pouillerel au nord, du Cernil-Antoine à l’ouest et des Crêtets au sud.

## Monuments

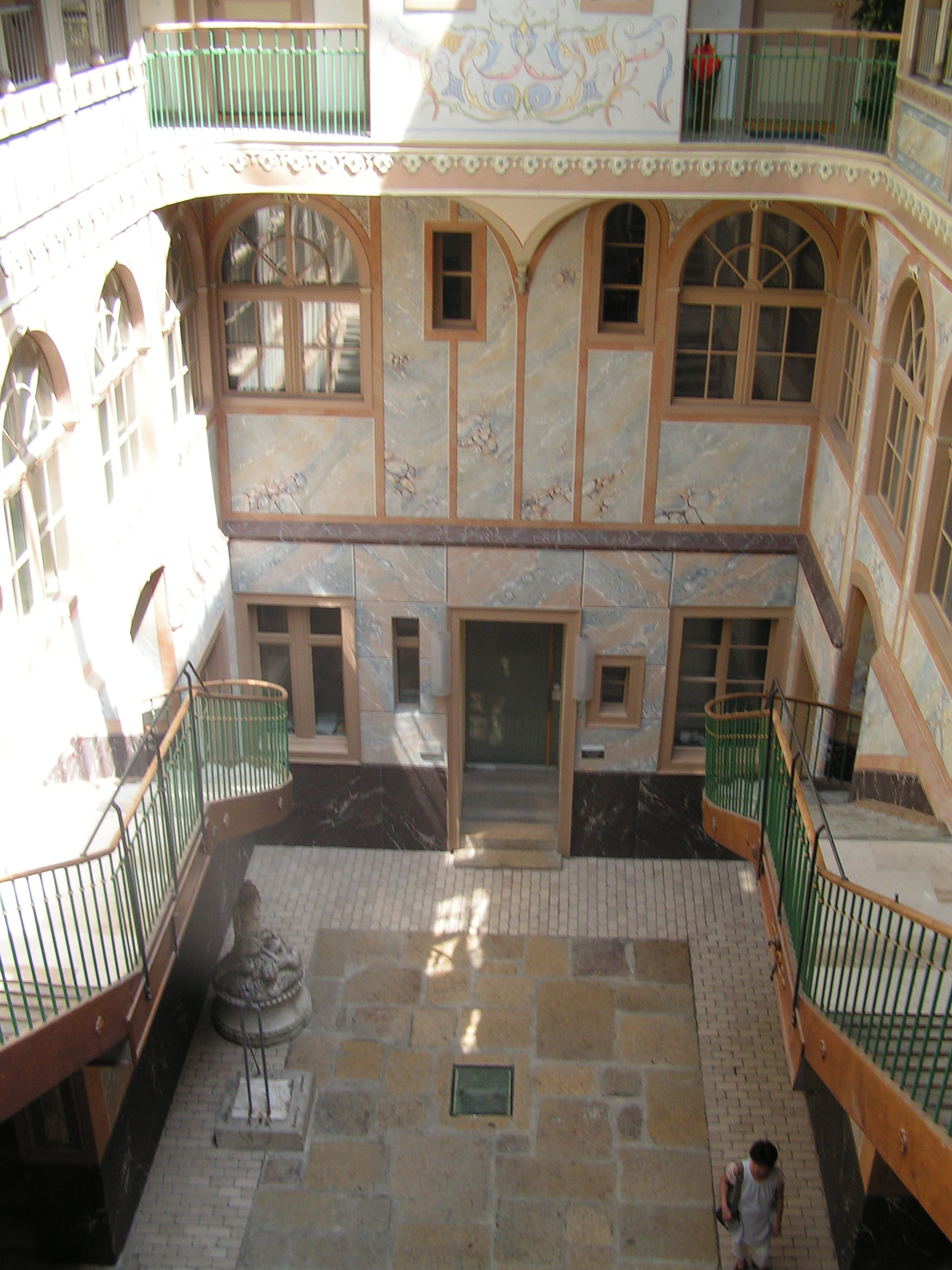
L'ancien manège.

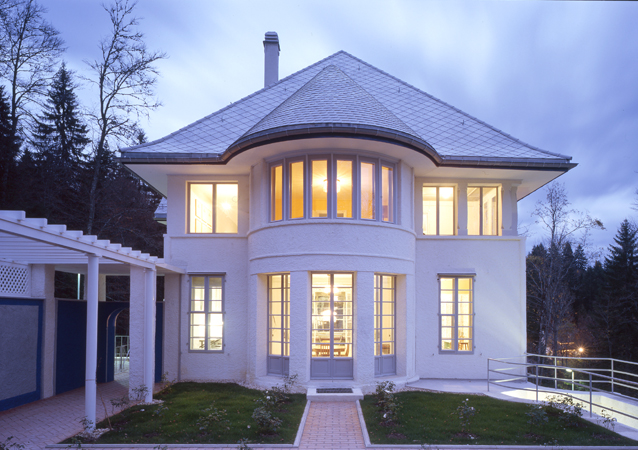
Villa Jeanneret-Perret (Le Corbusier).

Une sélection de monuments participants à l'ensemble urbain.
- La Villa turque ou villa Schwob, 1916[9]. Œuvre du jeune Le Corbusier, alors âgé de 29 ans, la construction associe brique et béton pour édifier une construction révolutionnaire : Pas de murs porteurs, mais 16 piliers soutenant 4 dalles[10].
- Théâtre à l'italienne (L'heure bleue) construit en 1837[9]. Complètement rénové en 2001 ou 2003, c'est avec celui de Bellinzone, un des rares théâtres à l'italienne de Suisse. Le plafond est peint à l'origine par les artistes français Och et Chenillon et les décors de style Louis XV. L'Heure bleue a accueilli de plus grands artistes tels Louis Jouvet, Maria Casarès, Jean Marais et Fernand Reynaud[11].
- Ancien manège (1855-57, habitation collective ouvrière depuis 1868)[9]. Construit pour servir de halle d'équitation, il devint rapidement lieu d'habitation collective évoquant l'utopique phalanstère de Charles Fourrier. Habité par une population ouvrière jusqu’au début des années 1970, avant d'être déclaré insalubre, l'édifice avec ses fresques, petites fontaines et frises a été sauvé en 1983 et restauré durant les années suivantes[12].
- Temple Allemand (1853)[13]
- Grand-Temple[13]
- Synagogue[13]
- Ensemble d'habitation en barre (Maison ronde, env. 1860)[13]
- Ensemble de quatre villas au quartier de Pouillerel (Fallet 1906, Stotzer 1907, Jacquemet 1908 et Jeanneret 1912 Villa Jeanneret-Perret, toutes de Le Corbusier)[13]
- Fontaine monumentale (1888)[13]. Cette fontaine commémore l'arrivée en 1887[14] de l'eau potable de l'Areuse. L’eau captée plus bas dans les gorges de l’Areuse est montée en utilisant l’énergie hydraulique de la rivière puis elle est conduite en ville au travers d’un réseau souterrain de près de 20 km utilisant la pente naturelle du terrain[15].
- Crématoire (1909), L'Eplattenier (Art nouveau)[13]
- Hôtel de Ville, érigé en 1803
- Monument de la République (bronze de Charles l'Eplattenier)